# Маріанна Гордон
Маріанна Гордон - американська кіноактриса та колишня дружина Кенні Роджерса. У Маріанни й Роджерса є дитина, син Крістофер Коді Роджерс (1982 року народження). Кенні і Маріанна були одружені 16 років, за цей час вона взяла прізвище чоловіка і тому також відома як Маріанна Роджерс. Першим чоловіком Маріанни був продюсер Playboy Майкл Трікіліс. 
Фільмографія Гордона охоплюває другорядні ролі у фільмах Як впоратися з диким бікіні (1965), Дитина Розмарі (1968), Маленькі коханці (1980), Істота (1983) та Гігант гори Грому (1991). 

## Фільмографія
- Як впоратися з диким бікіні (1965) - Чікі
- Легенда кривавої гори (1965) - дівчина, яка п’є пепсі на вечірці
- "Оскар" (1966) - дівчина з бікіні (немає в титрах)
- Ретельно сучасна Міллі (1967) - Прекрасна блондинка (немає в титрах)
- Три ствола для Техасу (1968) - Леді з пакетами (немає в титрах)
- Дитина Розмарі (1968) - Джоан Джелліко, подруга Розмарі
- Машина кохання (1971) - Модель (немає в титрах)
- Маленькі спокусниці (1980) - пані Вітні
- Істота (1983) - Лорі
- Гігант гори Грому (1991) - Алісія Вілсон